# Rivolta dei Tre Feudatari
La rivolta dei Tre Feudatari (三藩之亂T) fu una ribellione che durò dal 1673 al 1681 durante la dinastia Qing (1644-1912) nel corso del regno dell'imperatore Qing Kangxi (r. 1661-1722). La rivolta fu guidata dai tre signori dei feudi nelle province di Yunnan, Guangdong e Fujian contro il governo centrale dei Qing.

## Antefatto
Nei primi anni della dinastia Qing, durante il regno dell'imperatore Shunzhi, l'autorità del governo centrale non era forte e i governanti non erano in grado di controllare direttamente le province nel sud della Cina. Il governo iniziò una politica di "lasciare che i cinesi Han governassero se stessi" (以漢制漢), il che permise ad alcuni generali dell'ex dinastia Ming di arrendersi ai Qing per aiutarli a governare le province del sud.
Ciò aveva avuto origine dai contributi fondamentali che questi generali avevano dato nei momenti decisivi durante la conquista della Cina. Ad esempio, la flotta di Geng Zhongming e Shang Kexi portò a una rapida capitolazione di Joseon nel 1636, consentendo un rapido avanzamento nei territori Ming senza preoccuparsi di ciò che c'era dietro. La defezione e la successiva cooperazione di Wu Sangui permisero una rapida cattura e l'insediamento nella capitale dei Ming, Pechino. In cambio, il governo Qing dovette ricompensare i successi dei suoi alleati e riconoscere la loro influenza militare e politica.
Nel 1655, Wu Sangui ottenne il titolo di "Principe Pingxi" (平西王; "Principe pacificatore dell'occidente") e gli fu concesso il governatorato delle province di Yunnan e Guizhou. Shang Kexi e Geng Zhongming ricevettero rispettivamente i titoli di "Principe di Pingnan" e "Principe di Jingnan" (entrambi significano "Principe pacificatore del sud") e furono loro affidate le province di Guangdong e Fujian. I tre signori ebbero una grande influenza sulle loro terre ed esercitarono un potere molto più grande di qualsiasi altro governatore regionale o provinciale. Avevano le proprie forze militari e avevano l'autorità di modificare le aliquote fiscali nei loro feudi.

## I Tre Feudatari

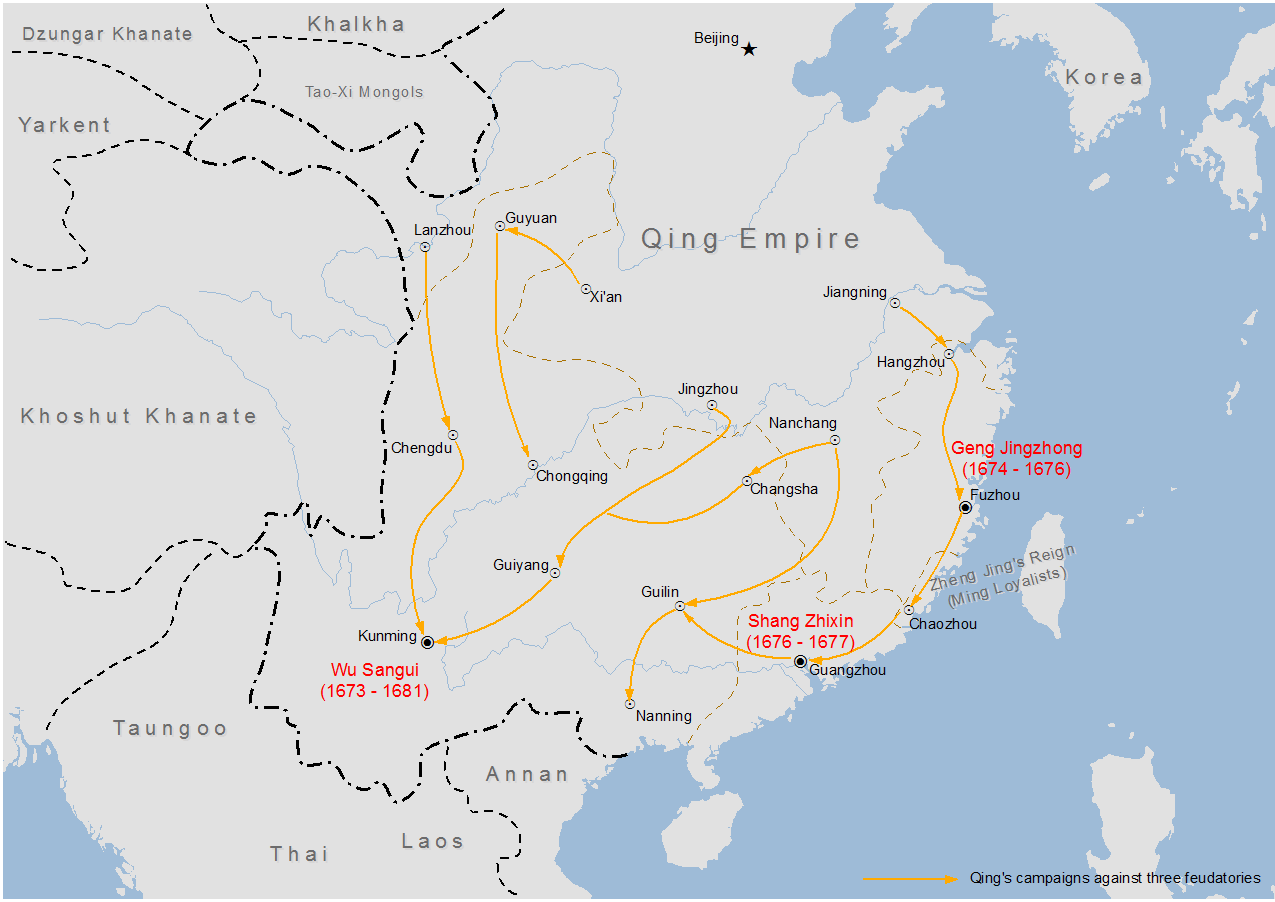
Mappa della rivolta dei Tre Feudatari durante la dinastia Qing.

In Yunnan e Guizhou, Wu Sangui ottenne il permesso dall'imperatore Shunzhi di nominare e promuovere il proprio gruppo personale di funzionari, nonché il privilegio di scegliere i cavalli da guerra con prelazione sugli eserciti Qing. Le forze di Wu Sangui ricevettero diversi milioni di tael d'argento per pagare i militari, assorbendo così un terzo delle entrate del governo di Qing. Wu era anche incaricato di gestire le relazioni diplomatiche del governo Qing con il Dalai Lama e il Tibet. La maggior parte delle truppe di Wu erano ex forze di Li Zicheng e Zhang Xianzhong ed erano ben addestrate alla guerra.
Nella provincia di Fujian, Geng Jingzhong governò come un tiranno nel suo feudo, permettendo ai suoi subordinati di estorcere cibo e denaro alla gente comune. Dopo la morte di Geng, suo figlio Geng Jimao ereditò il titolo e il feudo di suo padre, e in seguito gli successe suo figlio Geng Jingzhong.

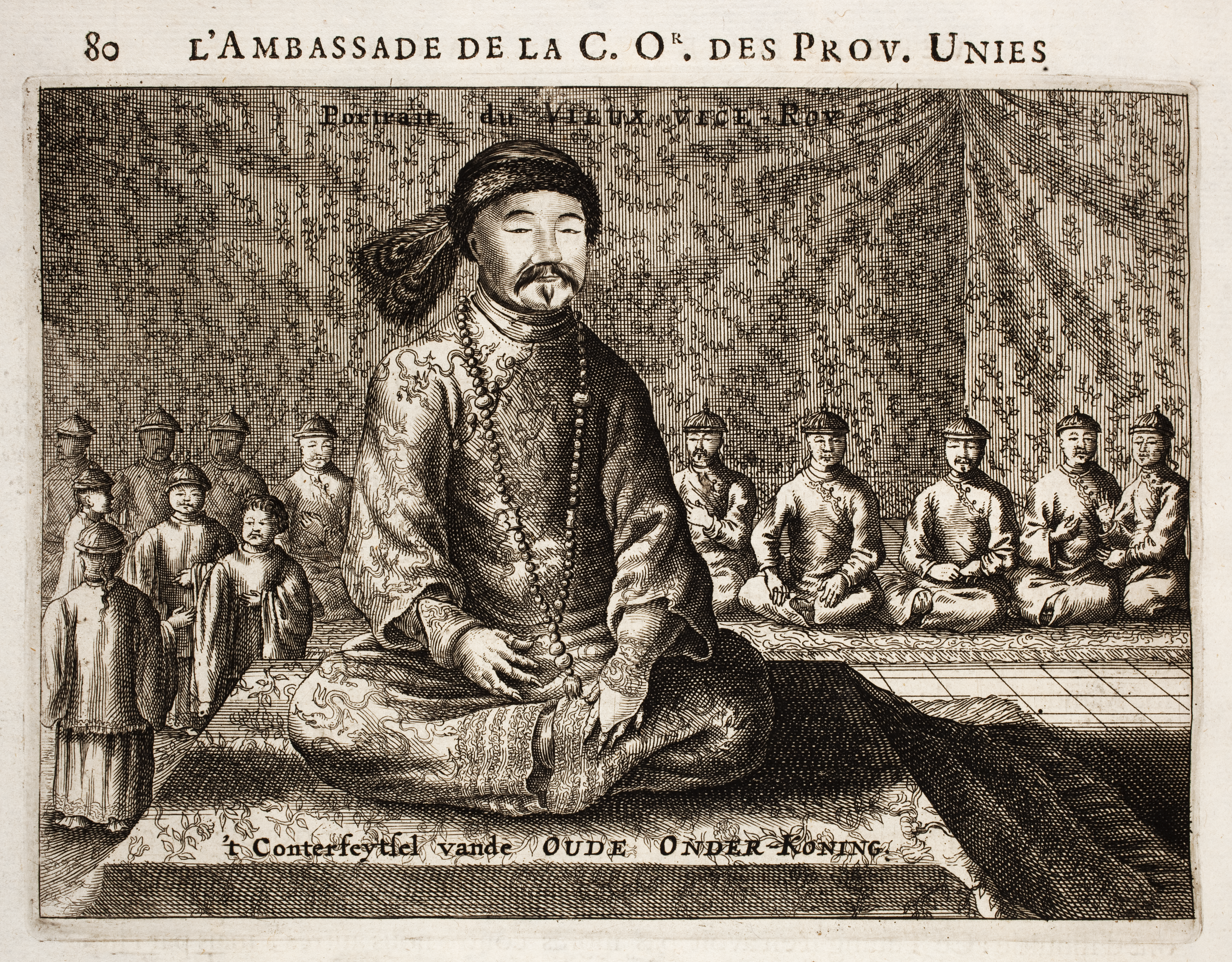
Shang Kexi, noto agli olandesi come "vecchio viceré" di Guangdong, disegno di Johan Nieuhof del 1655.

Nella provincia di Guangdong, Shang Kexi governò il suo feudo in modo simile a Geng Jingzhong. In totale, gran parte delle entrate e delle riserve del governo centrale furono spese per i Tre Feudatori che svuotarono quasi la metà del tesoro imperiale. Quando Kangxi salì al trono, sentì che i Tre Feudatari rappresentavano una grande minaccia per la sua sovranità e voleva ridurre il loro potere.
Nel 1667, Wu Sangui presentò una richiesta all'imperatore Kangxi, chiedendo il permesso di essere sollevato dalle sue funzioni nelle province Yunnan e Guizhou, motivandola con il fatto che fosse malato, ma Kangxi, non ancora pronto per una prova di forza con lui, rifiutò. Nel 1673, Shang Kexi chiese il permesso di ritirarsi, e in luglio, Wu Sangui e Geng Jingzhong seguirono il suo esempio. Kangxi chiese un parere al suo consiglio e ricevette risposte contrastanti. Alcuni pensavano che i Tre Feudatari dovessero essere lasciati al loro posto, mentre altri sostenevano l'idea di ridurre i poteri dei tre signori. Kangxi andò contro il punto di vista della maggioranza nel consiglio e accettò le richieste di pensionamento dei tre signori, ordinando loro di lasciare i loro rispettivi feudi e di trasferirsi in Manciuria.
Nel dicembre 1673, Wu Sangui mise fine alla sua dipendenza dall'impero Qing e dichiarò la sua nuova dinastia, la Zhou e istigò alla ribellione con l'intento di «opporsi ai Qing e restaurare i Ming.» Le forze di Wu conquistarono le province di Hunan e Sichuan. Geng Jingzhong seguì l'esempio nel Fujian, mentre il Guangdong rimase fedele ai Qing.  Allo stesso tempo, Sun Yanling e Wang Fuchen misero in atto una rivolta nelle province di Guangxi e Shaanxi. Zheng Jing, governatore del regno di Tungning, guidò un esercito di 150 000 uomini da Taiwan e sbarcò nel Fujian per unirsi alle forze ribelli.

## Composizione degli eserciti Qing

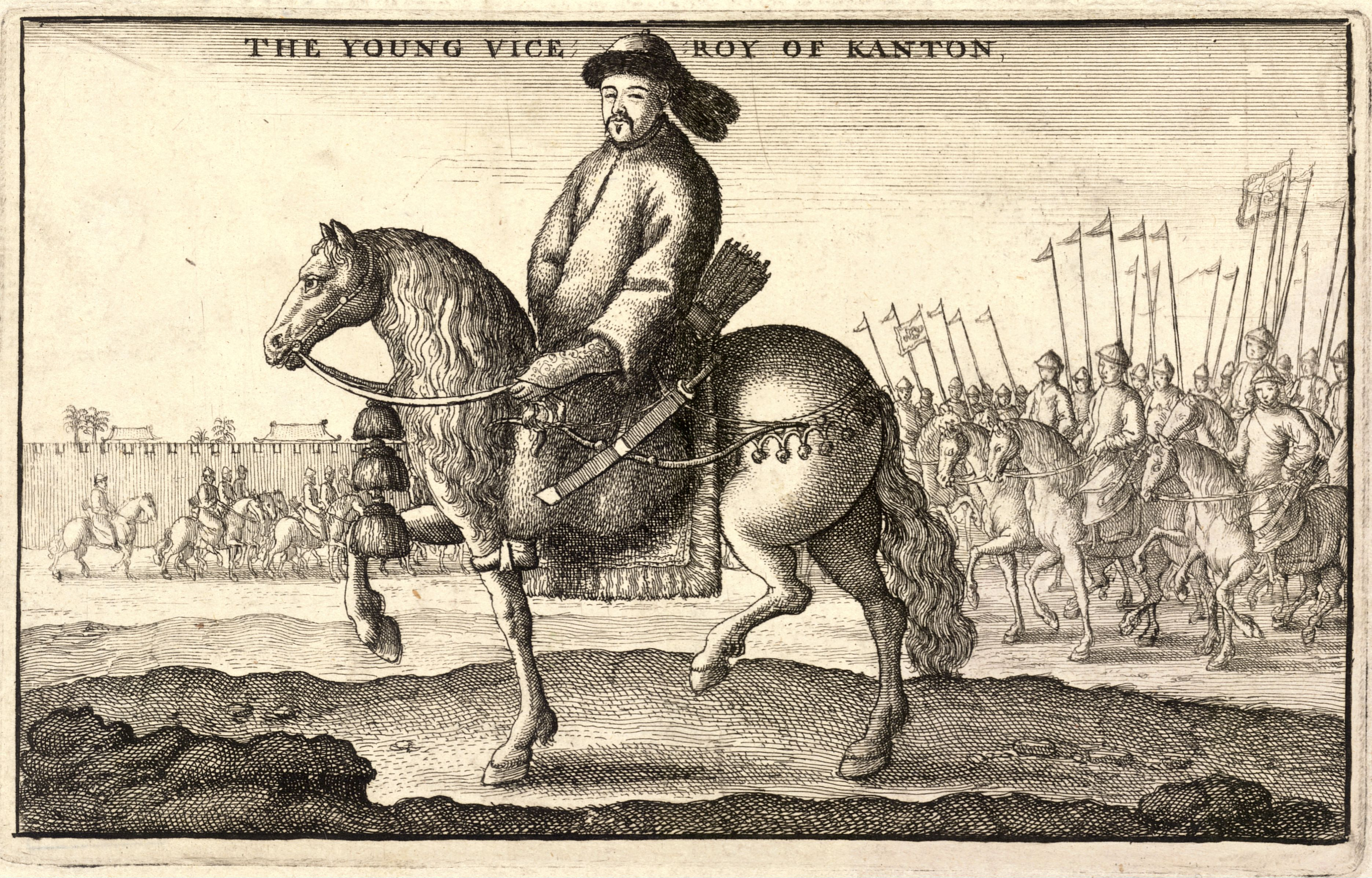
Shang Zhixin, noto agli olandesi come "giovane viceré di Canton", armato a cavallo e protetto dalla sua guardia del corpo.

Le forze Qing vennero inizialmente sconfitte da Wu nel 1673-1674. I generali manciù e gli uomini delle Otto Bandiere vennero ridicolizzati dal comportamento molto più efficiente dell'Esercito dello Stendardo Verde, composto da Han cinesi. I Qing avevano il sostegno della maggioranza dei soldati cinesi Han e dell'élite Han, poiché non si erano uniti ai Tre Feudatari. Diverse fonti offrono un resoconto diverso delle forze Han e manciù schierate contro i ribelli. Secondo una di queste, durante la guerra, l'esercito Qin era composto da 400 000 soldati dell'Esercito dello Stendardo Verde e 150 000 uomini delle Bandiere. Secondo un'altra, i Qing avevano mobilitato 213 compagnie di Han cinesi delle Bandiere, e 527 di mongoli e manciù delle Bandiere. Secondo una terza fonte, i Qing radunarono un enorme esercito di oltre 900 000 cinesi Han per combattere i Tre Feudatari.
Combattendo nel nordovest della Cina contro Wang Fuchen, i Qing misero in retroguardia gli uomini delle Bandiere, mandando in prima linea l'esercito cinese Han dello Stendardo, comandato da generali Han come Zhang Liangdong, Wang Jinbao e Zhang Yong, come loro principale forza militare. I Qing pensavano che i soldati cinesi Han fossero superiori nel combattere contro altri Han e quindi usavano gli uomini dello Stendardo come loro principale armata contro i ribelli anziché gli uomini delle Bandiere. Di conseguenza, dopo il 1676, la guerra volse a favore delle forze Qing. Nel nord-ovest, Wang Fuchen si arrese dopo uno stallo di tre anni, mentre Geng Jingzhong e Shang Zhixin si arresero a loro volta mentre le loro forze si indebolivano.

## Campagne
Nel sud, Wu Sangui trasferì i suoi eserciti a nord dopo aver conquistato l'Hunan, mentre le forze Qing si concentrarono nel riprendersi la regione. Nel 1678, Wu si autoproclamò imperatore della neo fondata dinastia Zhou (大周) a Hengzhou (衡州; oggi Hengyang, provincia dell'Hunan) e creò la sua corte imperiale. Tuttavia, Wu morì di malattia ad agosto (mese lunare) di quell'anno e gli succedette il nipote Wu Shifan, che ordinò il ritiro per tornare nello Yunnan. Mentre il morale dell'esercito ribelle era basso, le forze Qing lanciarono un attacco a Yuezhou (attuale Yueyang, provincia di Hunan) e la conquistarono, insieme ai territori ribelli di Changde, Hengzhou e altri. Le forze di Wu Shifan si ritirarono al passo Chenlong. Nel 1680 lo Sichuan e lo Shaanxi meridionale furono riconquistati dall'esercito cinese Han dello Stendardo al comando di Wang Jinbao e Zhao Liangdong, mentre le forze manciù vennero utilizzate soltanto con compiti logistici e di rifornimento. Nel 1680, le province di Hunan, Guizhou, Guangxi, e Sichuan tornarono sotto il controllo dei Qing, e Wu Shifan si ritirò a Kunming in ottobre.
Nel 1681, il generale Qing, Zhao Liangdong, propose un triplice attacco contro lo Yunnan, con eserciti imperiali provenienti da Hunan, Guangxi e Sichuan. Cai Yurong, viceré di Yungui, guidò l'attacco contro i ribelli insieme a Zhang Tai e Laita Giyesu, conquistando il monte Wuhua e assediando Kunming. In ottobre, l'esercito di Zhao Liandong fu il primo a penetrare a Kunming e gli altri lo seguirono, conquistando rapidamente la città. Wu Shifan si suicidò a dicembre e i ribelli si arresero il giorno seguente.
Le forze di Zheng Jing erano state sconfitte vicino a Xiamen, nel 1680, e costrette a ritirarsi a Taiwan. La definitiva vittoria sulla rivolta fu determinata dalla conquista, da parte dei Qing, del regno di Tungning a Taiwan. Shi Lang fu nominato ammiraglio della marina Qing e condusse un'invasione di Taiwan, sconfiggendo la marina Tungning sotto Liu Guoxuan nella Battaglia di Penghu. Il figlio di Zheng Jing, Zheng Keshuang, si arrese nell'ottobre del 1683 e Taiwan divenne parte dell'impero Qing. Zheng Keshuang venne premiato da Kangxi con il titolo di "Duca di Haicheng" (海澄公) e lui e i suoi soldati vennero inseriti nelle Otto Bandiere.

## Conseguenze
Shang Zhixin era stato costretto a suicidarsi nel 1680; dei suoi trentasei fratelli quattro furono uccisi quando egli si suicidò mentre il resto della sua famiglia poté sopravvivere. Geng Jingzhong venne ucciso e suo fratello Geng Juzhong (耿聚忠|耿聚忠) era a Pechino con la corte Qing durante la ribellione e non fu punito per la rivolta di suo fratello. Geng Juzhong morì di cause naturali nel 1687. Diversi principi Ming avevano accompagnato Coxinga a Taiwan nel 1661-1662, tra cui il Principe di Ningjing Zhu Shugui e il Principe Zhu Honghuan (朱弘桓), figlio di Zhu Yihai. I Qing mandarono i 17 principi Ming che vivevano ancora a Taiwan nella Cina continentale dove trascorsero il resto della loro vita in esilio da quando le loro vite furono risparmiate dall'esecuzione capitale.
Nel 1685, i Qing usarono gli ex specialisti navali lealisti Ming Han cinesi, che avevano servito sotto la famiglia Zheng a Taiwan, nell'assedio di Albazino. Le ex truppe cinesi Han, lealiste dei Ming, che avevano prestato servizio sotto Zheng Chenggong e che era specializzate nel combattimento con scudi e spade in rattan (Tengpaiying) 营 营 vennero raccomandate all'imperatore Kangxi per rinforzare le forze di Albazino contro i Russi. Kangxi era rimasto colpito da una dimostrazione delle loro tecniche e ordinò a 500 di loro di difendere Albazino, sotto Ho Yu, un ex seguace di Coxinga, e Lin Hsing-chu, un ex generale di Wu Sangui. Queste truppe con lo scudo in rattan non subito alcuna vittima quando sconfissero le forze russe viaggiando su zattere sul fiume e usando solo scudi e spade in rattan mentre combattevano nudi.
La rivolta venne descritta nel romanzo di Jin Yong, Il cervo e il tripode. La storia racconta come il protagonista, Wei Xiaobao, aiutò l'imperatore Kangxi a sopprimere la ribellione.